# Grandes éxitos (álbum de Revólver)
Grandes éxitos es un álbum recopilatorio del grupo español de rock Revólver, publicado por Warner Music en octubre de 2003.
El álbum incluye los principales éxitos de Carlos Goñi bajo la formación de Revólver, procedentes de los álbumes de estudio Revólver, Si no hubiera que correr, El Dorado, Calle Mayor, Sur y 8:30 a.m., así como temas extraídos de los álbumes en directo Básico y Básico 2. Además, incluye dos temas nuevos: una adaptación al español de «Old Time Rock 'n Roll», canción popularizada por Bob Seger, y una versión del tema de José Feliciano «Qué será», ambos grabados en los estudios Mojave que Goñi posee en La Eliana, Valencia. 

## Recepción
Una semana después de su publicación, Grandes éxitos alcanzó el puesto 12 en la lista de discos más vendidos de España, elaborada por Promusicae, con un menor número de ventas en comparación con los trabajos de estudio de Revólver. El álbum se mantuvo en la lista de discos más vendidos durante solo cuatro semanas.
El primer sencillo extraído del álbum fue «Ese viejo Rock 'n Roll», presentado el 22 de septiembre de 2003 junto a un videoclip promocional.

## Lista de canciones
Todas las canciones escritas y compuestas por Carlos Goñi excepto donde se anota. 
| N.º | Título                   | Escritor(es)                               | Álbum                    | Duración |  |
| 1.  | «Ese viejo Rock 'n Roll» | George Jackson, Tom Jones III, Carlos Goñi |                          | 4:18     |  |
| 2.  | «Qué será»               | Fontana, Migliacci, Pes, Jourdan           |                          | 5:08     |  |
| 3.  | «El Dorado»              |                                            | El Dorado                | 5:12     |  |
| 4.  | «Lo que Ana ve»          |                                            | 8:30 a.m.                | 5:14     |  |
| 5.  | «El peligro»             |                                            | Básico 2                 | 5:29     |  |
| 6.  | «San Pedro»              |                                            | Sur                      | 5:19     |  |
| 7.  | «Mi rendición»           |                                            | Calle Mayor              | 4:33     |  |
| 8.  | «Fuera de lugar»         |                                            | Revólver                 | 5:00     |  |
| 9.  | «Odio»                   |                                            | 8:30 a.m.                | 3:43     |  |
| 10. | «No va más»              |                                            | El Dorado                | 4:34     |  |
| 11. | «Calle Mayor»            |                                            | Calle Mayor              | 7:39     |  |
| 12. | «El roce de tu piel»     |                                            | Básico                   | 5:16     |  |
| 13. | «Si es tan sólo amor»    |                                            | Si no hubiera que correr | 4:13     |  |
| 14. | «Faro de Lisboa»         |                                            | Sur                      | 6:04     |  |
| 15. | «Dentro de ti»           |                                            | Si no hubiera que correr | 5:01     |  |